# Joaquín Agrasot
Joaquín Agrasot y Juan (né à Orihuela le 24 décembre 1836 et mort le 8 janvier 1919 à Valence) est un peintre espagnol.

## Biographie
Joaquín Agrasot suit ses études dans sa ville natale, puis il est bénéficiaire d'une bourse du Conseil provincial d'Alicante (Diputación Provincial de Alicante) afin de poursuivre des études artistiques à l’Académie royale des beaux-arts de San Carlos de Valence, auprès du peintre Francisco Martínez Yago. Il participe pour la première fois à une exposition lors de l'Exposition agricole, industrielle et artistique d'Alicante, en 1860, où il obtient une médaille de bronze.
Il bénéficie d'une seconde bourse d'études et, pour parfaire sa formation, se rend à Rome en 1861 et fait la connaissance de ses compatriotes Eduardo Rosales, José Casado del Alisal et Marià Fortuny. Avec ce dernier, il noue des relations amicales et artistiques étroites et le style de Fortuny influencera profondément la peinture d'Agrasot.
Il quitte l'Italie en 1875, peu de temps après le décès de Marià Fortuny, survenu en novembre 1874, qui l'attriste beaucoup, puis il s'installe à Valence. En 1866, il participe au Salon des beaux-arts de Barcelone avec deux tableaux, Una escola d'aldea als Estats Pontificis et Una bugadera de la Scarpa et obtient une médaille.
En 1876, il est distingué par une médaille à l'Exposition Universelle de Philadelphie puis à nouveau à celle de Barcelone en 1888.
Figure majeure du mouvement réalisme valencien, il développe une œuvre où l'influence de Marià Fortuny est manifeste, notamment dans l'enrichissement et la parfaite maîtrise de sa gamme chromatique. Il a abordé de nombreux thèmes picturaux, tels les scènes de genre, l'histoire, l'orientalisme, le portrait et le nu.
Joaquín Agrasot a été membre de l'Académie royale des beaux-arts de San Fernando de Madrid et de l'Académie royale des beaux-arts de San Carlos de Valence.

## Sélection d'œuvres
- Costureras, Colección Artística Municipal, Alicante
- Las dos amigas, Musée du Prado, Madrid
- Lavandera de la Scarpa (en los Estados Pontificios), Musée du Prado, Madrid
- Muerte del Marqués del Duero, Sala de Cuadros du Sénat, Madrid
- Autoportrait, Museo de Bellas Artes, Valence
- Baco joven, Museo de Bellas Artes, Valence
- Un jardín valenciano, Museo de Bellas Artes, Valence

## Galerie

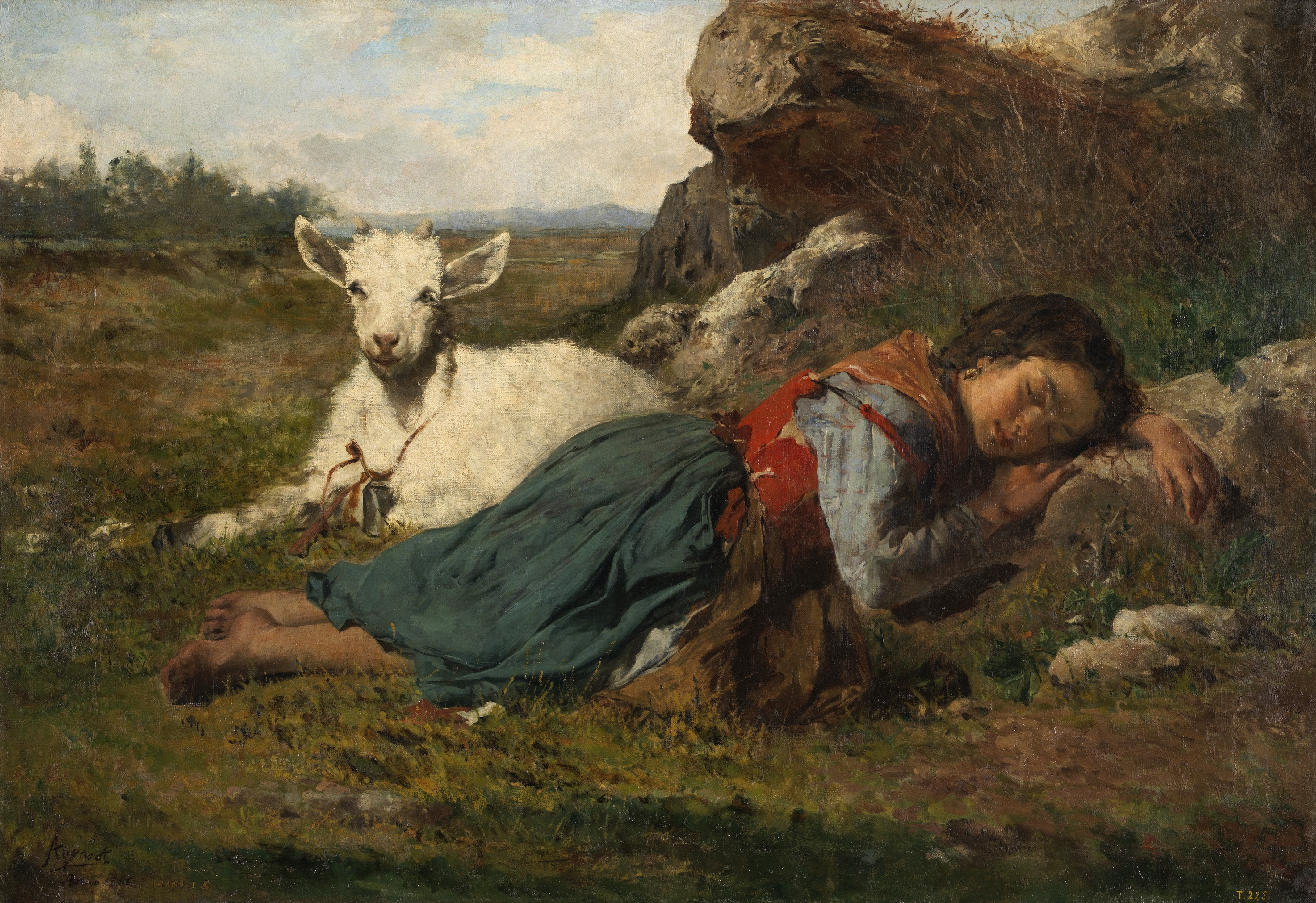
Dos amigos
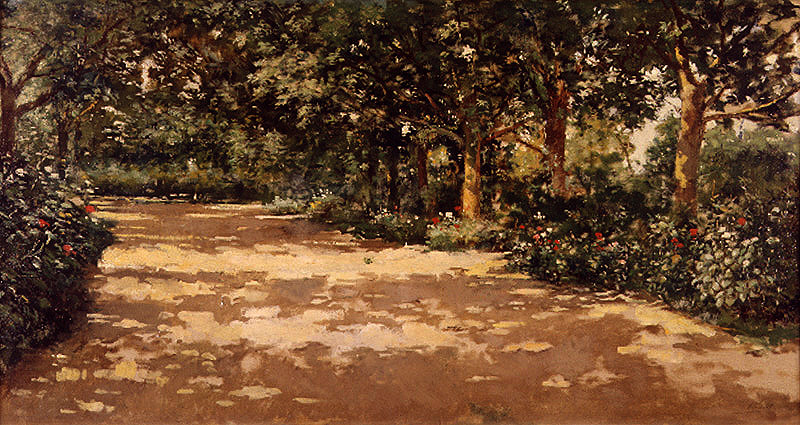
Un jardín valenciano
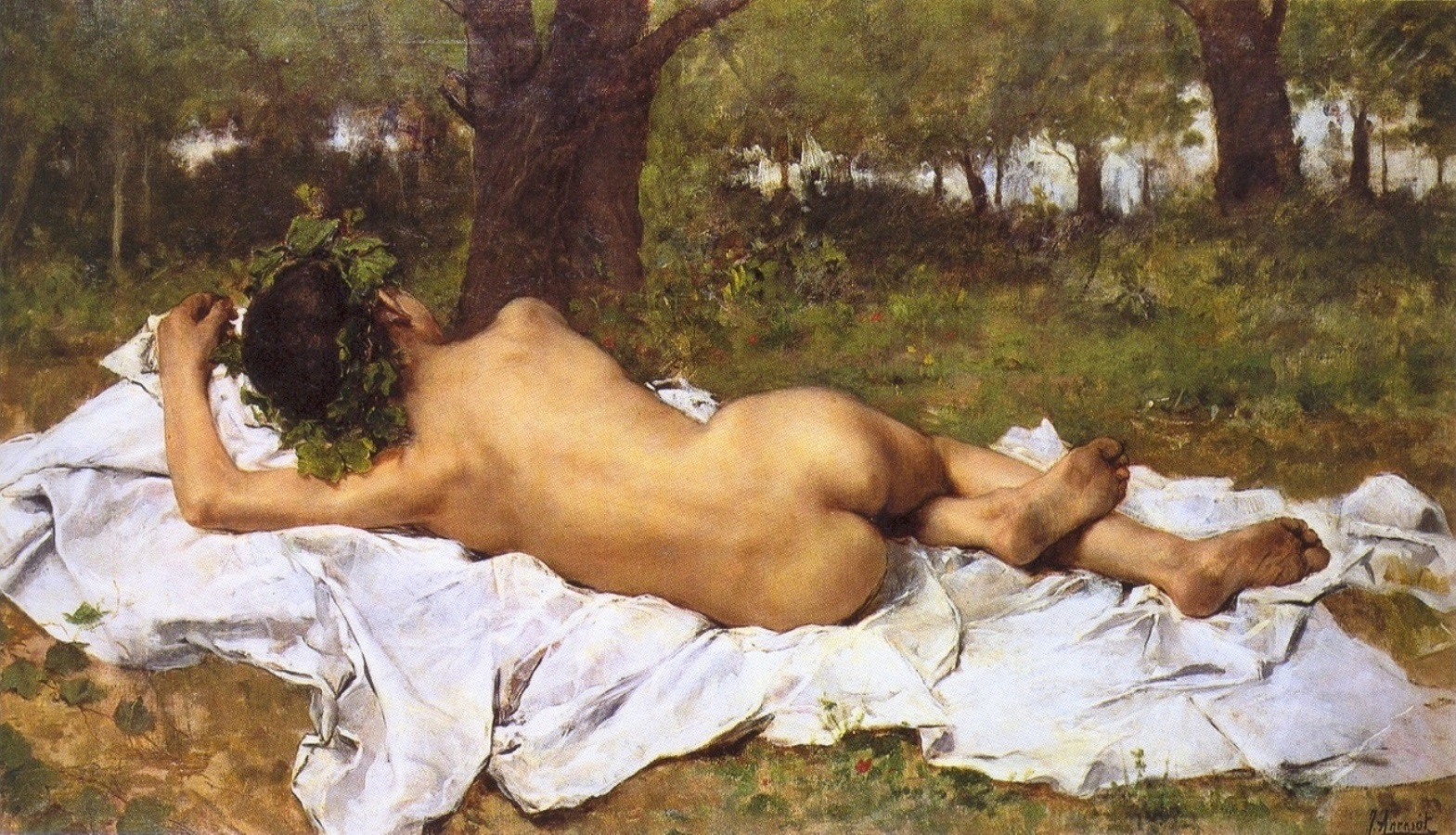
Baco joven

## Sources
- (es) Vicente Aguilera Cerni et José Garnería : Seis maestros de nuestra pintura : Joaquín Agrasot, José Benlliure, Benjamin Palencia, Ignacio Pinazo, Juan Bautista Porcar, Joaquín Sorolla, Valencia : V. García Editores, 1981, 89 p.  (ISBN 84-85094-28-X)